# Георгиев, Ивайло
Ивайло Николов Георгиев (болг. Ивайло Николов Георгиев; род. 31 октября 1942, Монтана, Болгария) — болгарский футболист, полузащитник.

## Клубная карьера
В 1961 году начал профессиональную карьеру футболиста в ФК «Сливен», а в 1964 году перешёл в «Академик» (София).
Летом 1965 года перешёл в «Локомотив» (София). Он быстро зарекомендовал себя как основной игрок полузащиты команды и к концу 1968 года он принял участие в 85 матчах и забил 18 голов.
В январе 1969 года он вошел в состав клуба «Славия». За два с половиной сезона он сыграл 48 матчей в элитном чемпионате и забил 7 голов.
В 1971 году, вновь стал игроком клуба «Локомотив». Его назначили капитаном капитаном команды, но в 1973 году он завершил карьеру футболиста.

## Карьера в сборной
Дебютировал в составе национальной сборной Болгарии в 1967 году.
Он участвовал в летних Олимпийских играх 1968 года в Мехико, где Болгария завоевала серебряную медаль.
Всего в составе сборной Болгарии провёл 10 матчей, забив 2 гола.